# Breves
Breves là một đô thị thuộc bang Pará, Brasil. Đô thị này có diện tích 9550,45 km², dân số năm 2007 là 95084 người, mật độ 10 người/km².